# Squadra Omicidi Spalato
Squadra Omicidi Spalato, titolo originale in lingua tedesca Der Kroatien-Krimi e nota in origine anche con il titolo Branka Marić, è una serie televisiva tedesca di genere poliziesco prodotta da Constantin Television per Degeto Film e trasmessa dal 2016 dall'emittente ARD. Protagoniste della serie sono Neda Rahmanian e poi Jasmin Gerat; altri interpreti principali sono Lenn Kudrjawicki, Max Herbrechter, Kasem Hoxha, Andreas Guenther e Sarah Bauerett.
Della serie sono andati in onda 16 episodi in formato di film TV. Il primo episodio, intitolato Der Teufel von Split venne trasmesso in prima visione il 15 settembre 2016. In Italia la serie va in onda su Rai 2 da lunedì 4 agosto 2025 alle ore 16:20.

## Trama
Protagonista delle vicende è una squadra di poliziotti di Spalato, in Croazia, a capo della quale vi è dapprima Branka Marić e poi Stascha Novak; completano la squadra Emil Perica e Tomislav Kovačić.

## Episodi
| Nr | Titolo originale           | Titolo italiano          | Prima TV Germania | Prima TV Italia |
| -- | -------------------------- | ------------------------ | ----------------- | --------------- |
| 1  | Der Teufel von Split       | Il diavolo di Spalato    | 15 settembre 2016 | 4 agosto 2025   |
| 2  | Tod einer Legende          | Morte di una leggenda    | 22 settembre 2016 | 5 agosto 2025   |
| 3  | Mord auf Vis               | Il prezzo della vendetta | 25 gennaio 2018   | 6 agosto 2025   |
| 4  | Messer am Hals             |                          | 1º febbraio 2018  | inedito         |
| 5  | Der Mädchenmörder von Krac | Oltre le apparenze       | 14 marzo 2019     | 7 agosto 2025   |
| 6  | Der Henker                 | Giudice e boia           | 21 marzo 2019     | 8 agosto 2025   |
| 7  | Tote Mädchen               | inedito                  | 8 marzo 2020      | inedito         |
| 8  | Tränenhochzeit             | Matrimonio di lacrime    | 19 marzo 2020     | 11 agosto 2025  |
| 9  | Jagd auf einen Toten       | Caccia all' uomo         | 19 aprile 2021    | 12 agosto 2025  |
| 10 | Die Patin von Privonice    | La terra promessa        | 26 aprile 2021    | 13 agosto 2025  |
| 11 | Tod im roten Kleid         | inedito                  | 25 gennaio 2022   | inedito         |
| 12 | Vor Mitternacht            | inedito                  | 1º febbraio 2022  | inedito         |
| 13 | Der Todesritt              | inedito                  | 23 febbraio 2023  | inedito         |
| 14 | Split vergisst nie         | inedito                  | 2 marzo 2023      | inedito         |
| 15 | Scheidung auf Kroatisch    | inedito                  | 8 febbraio 2024   | inedito         |
| 16 | Die toten Frauen von Brac  | inedito                  | 15 febbraio 2024  | inedito         |

## Personaggi e interpreti
- Branka Marić, interpretata da Neda Rahmanian (ep. 1-6).[2]
- Stascha Novak, interpretata da Jasmin Gerat (ep. 7-…).[2]
- Emil Perica, interpretato da Lenn Kudrjawizki (ep. 1-17) [2][6]
- Tomislav Kovačić, interpretato da Max Herbrechter (ep. 1-..)[2]
- Valessa Matkovic, interpretata da Romina Küper (ep. 17-..)
- Brigita Stević, interpretata da Sarah Bauerett (ep. 3-16)

## Ascolti

### Germania
Il primo episodio della serie venne seguito in Germania da 4,5 milioni di telespettori. L'episodio più seguito è stato Die Patin von Privonice, trasmesso il 26 aprile 2021, che ha totalizzato 6,33 milioni di telespettatori.